# 表面声波
表面声波（英語：Surface acoustic wave）是一种沿弹性材料表面传播，其振幅随深入表面深度指数衰减的弹性波(1)。
1885年瑞利首先解析表面声波的性质及其传播特性。
表面声波有广泛的应用；主要依据它的二方面特性：
1. 表面声波在材料表面传播的性质，和材料的相互作用规律。
2. 利用压电材料，将电信号转换成声信号应用，后再转换为电信号；例如：表面声波传感器，将电讯号变为声波传输；而它易受物理现象影晌，之后，分析声波的振幅、相位、频率和时间延迟等，再变回电讯号，和原来输入讯号对比而感知信息[2]。

表面声波有下列四个主要方面的应用：
1. 电子元件方面的应用；如：以声波传播为基础的滤波器、振荡器、变压器和传感器。表面声波滤波器在移动电话中得到重要的应用。
2. 无线电和电视方面的应用；例如；表面声波滤波器能使无线电接收的频率范围很窄和准确。
3. 地球物理利用表面声波和声波在地球表层传播的性质，监测和预报地震。
4. 利用表面声波的性质驱动微射流[3]。